# Dragon Quest V: Hand of the Heavenly Bride
Dragon Quest V: Hand of the Heavenly Bride (яп. ドラゴンクエストV 天空の花嫁 дорагон куэсуто фаибу тэнку: но ханаёмэ, «Рука небесной принцессы») — японская ролевая игра для приставки Super Famicom, разработанная студией Chunsoft и выпущенная компанией Enix (ныне Square Enix) в 1992 году, является пятой номерной частью серии Dragon Quest. В 2004 году была портирована на консоль PlayStation 2, другой ремейк, для портативного устройства Nintendo DS появился в 2008 году впервые во всех регионах, а не только в Японии. Прежде чем произошла официальная англоязычная локализация, долгое время ходили разнообразные фанатские переводы.
Созданием основы игры по-прежнему занимался тот же авторский состав, состоящий из геймдизайнера Юдзи Хории, художника Акиры Ториямы и композитора Коити Сугиямы.
Сюжет Dragon Quest V охватывает период примерно в тридцать лет, описывая жизнь протагониста с момента рождения до женитьбы и появления у него собственной семьи. Важнейшим нововведением в геймплее стала возможность присоединять к отряду любых монстров, встречающихся в ходе обычных случайных сражений. Эта концепция впоследствии применена в будущих частях серии и особенно хорошо раскрыта в линейке поздних спин-оффов Dragon Quest Monsters.
Как и остальные игры серии, Dragon Quest V оказалась чрезвычайно популярной в Японии. Например, японский игровой журнал Famitsu в списке ста величайших игр всех времён, составленном на основе открытого голосования читателей, поставил её на одиннадцатое место, а ремейк для PS2 — на сороковое. Критики, прежде всего, хвалили структуру сюжета, который разделён на несколько временных периодов, что встречается довольно редко. Концепция своеобразного воспитательного романа тоже удостоилась положительных отзывов, в частности сайт Gamasutra назвал её превосходной нравоучительной историей. Версия для DS с продажами в 1,18 млн копий в 2008 году заняла седьмое место японского игрового чарта, мировые продажи составили 1,35 млн экземпляров.
Возможность ловить и собирать существ оказала значительное влияние на формированием таких популярных серий как Pokémon, Digimon и Dokapon. По мотивам игры позже была создана манга авторства Тино Юкимии, выпускавшаяся в 1997 и 2001 годах.

## Отзывы
| Сводный рейтинг | Сводный рейтинг |
| Агрегатор       | Оценка          |
| --------------- | --------------- |
| GameRankings    | 84,79 %         |